# Coccygidium luteum
Coccygidium luteum är en stekelart som beskrevs av Henri Saussure 1892. Coccygidium luteum ingår i släktet Coccygidium och familjen bracksteklar. Inga underarter finns listade i Catalogue of Life.